# 146. vestlige længdekreds
Den 146. vestlige længdekreds (eller 146 grader vestlig længde) er en længdekreds, der ligger 146 grader vest for nulmeridianen. Den løber gennem Ishavet, Nordamerika, Stillehavet, det Sydlige Ishav og Antarktis.